# Biagio Manzoni

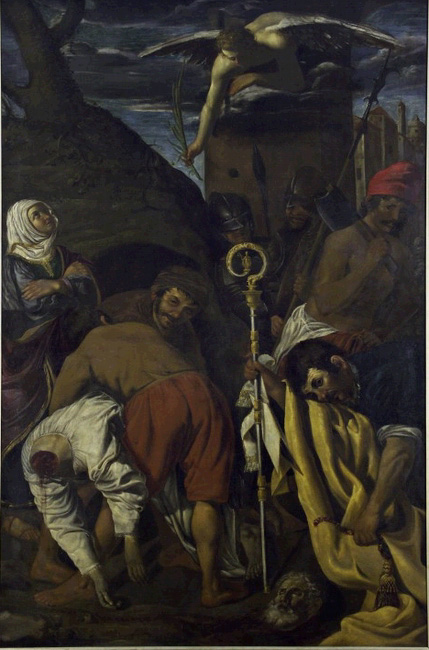
Martirio di Sant'Eutropio, Faenza, Pinacoteca comunale

Biagio Manzoni (fl. XVII secolo) è stato un pittore italiano, documentato a Faenza tra il 1630 e il 1648.

## Biografia
L'attività di questo pittore, conosciuto criticamente solo in epoca recente e dapprima identificato con il faentino Michele Manzoni, è stata ricostruita da F. Arcangeli a partire dal 1959.
Un Biagio Manzoni pittore è documentato dal 1630 al 1648 a Faenza; è autore di pochi dipinti noti, tra i quali il Martirio di Sant'Eutropio, ora alla Pinacoteca di Faenza, il Martirio di San Sebastiano, ora al Louvre di Parigi e considerato il suo capolavoro, l'Incredulità di San Tommaso, ora al convento di San Domenico di Faenza e il Miracolo di San Felice da Cantalice, ora presso i Cappuccini di Faenza.
Il Manzoni fa parte di quel gruppo, sparso nella provincia italiana, di seguaci indiretti del Caravaggio, che divulgarono nella prima metà del Seicento motivi diversi dell'arte del grande naturalista lombardo. Si distingue per la chiarezza con cui espone elementi del più crudo realismo, pur senza avvalersi, ai fini drammatici che tuttavia persegue e ottimamente raggiunge, del contrasto ombra-luce tipico dei caravaggeschi, manifestando piuttosto vicinanze con i modi di Rutilio Manetti e di Dirck van Baburen.